# カール・イェルーザレム

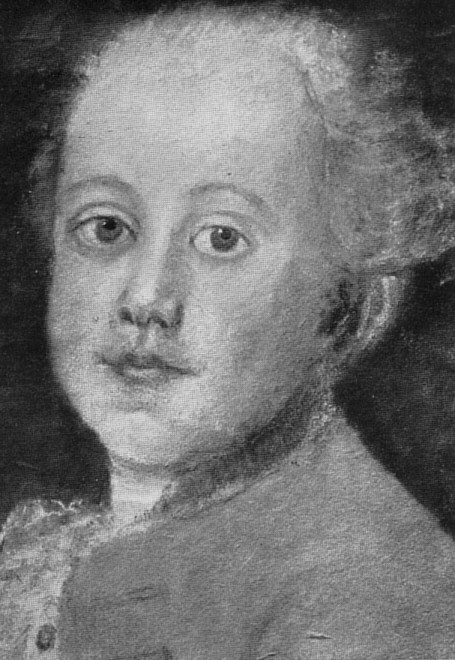
カール・イェルーザレム

カール・ヴィルヘルム・イェルーザレム（Karl Wilhelm Jerusalem、1747年3月21日 - 1772年10月30日）は、ドイツの法学者。学問的足跡よりも、ヴェツラール時代のゲーテの友人であり、ゲーテの代表作「若きウェルテルの悩み」のウェルテルのモデルとされている人物として有名。

## 来歴・人物
オスナブリュック出身のブラウンシュヴァイクの牧師ヨハン・フリードリヒ・ヴィルヘルム・イェルーザレムの息子であり、ライプツィヒ大学でゲーテと同じ時期に法律学を学んだ。その後、ヴェツラールで再びゲーテと机を並べる。ゲーテはシャルロッテ・ブッフへの失恋などで同地を去るが、イェルーザレムはそのまま同地に留まり、同地の判事の人妻に恋をしていた。人妻への一方的な恋で、彼女から拒否され、失望し、同年10月30日、ゲーテとの共通の友人であるヨハン・ケストナー（『ウェルテル』のアルベルトのモデルになった人物）に借りていたピストルで自ら命を絶った。25歳だった。
同地を去ってわずか50日目で、友人の自殺の報を聞いたゲーテに、人間的・文学的両方の側面から大きな衝撃を与えたことは想像に難くない。ゲーテも、ロッテへの失恋で落ち込んでいた時期であり、自身の失恋と彼の自殺から、ゲーテを一躍有名にしてその代表作となる「若きウェルテルの悩み」を生み出すきっかけとなった。当時、この著作は一大センセーションを巻き起こし、ウェルテルのように自殺をする青年が続発したほどであった。そして、モデルでもあるイェルーザレムの墓は、ヴェルテル愛好家にとって聖地となり、多くの参拝者が彼の墓を巡礼したほどであった。
イェルーザレムの死後、劇作家レッシングの手によって彼の手記『哲学的随筆集』（Philosophische Aufsätze, 1776. ただし、日本語訳はなし）が出版された。
なお、父親はボヘミア出身の哲学者ヴィルヘルム・イェルーザレムとは関係がない。